# Charles Baker
Charles Edward Baker (ur. 27 lutego 1971 w Waszyngtonie) – amerykański aktor, komik, producent i reżyser telewizyjny i filmowy.

## Życiorys
Urodzony w Waszyngtonie, dorastał na Hawajach. Jako syn pułkownika armii, podróżował dookoła świata do czasu, gdy skończył 17 lat, a ojciec stacjonował na całym świecie, w tym w Izraelu i Anglii. Życiorys ojca został opisany w „Los Angeles Times” w 1994 przez Robina Wrighta.
Studiował w wielu szkołach w Stanach Zjednoczonych, w tym Southwest High School w Fort Worth w stanie Teksas oraz London Central Elementary High School.
Zdobył stypendium wokalne Tarrant County College w muzyce, a później uczęszczał do University of Texas w Arlington. Swoją karierę muzyczną rozpoczął w teatrze. Potem jednak zdecydował się kontynuować karierę aktorską. Pracował w bardziej znanych teatrach w Teksasie i poznał swoją przyszłą żonę, Rachel. Mają córkę Kiery Janel Aile Baker.
Na ekranie rozpoczął się grać role w filmach niskobudżetowych: Gry martwe (Playing Dead, 2000), Paramount Television Strażnik Teksasu - Próba ognia (Walker, Texas Ranger: Trial by Fire, 2005) z udziałem Chucka Norrisa, Sheree J. Wilson, Judson Mills, Stevena Williamsa i Janine Turner oraz Fat Girls (2006).
Użyczył swojego głosu w japońskiej serii One Piece (1999-2004). W 2006 napisał scenariusz, wyprodukował i wyreżyserował swój własny krótki film The Waterson Project. W 2007 został obsadzony w sequelu Z podniesionym czołem 2: Odwet (Walking Tall: The Payback, 2007) z Kevinem Sorbo. Stał się rozpoznawalny dzięki roli Skinny'ego Pete'a, bliskiego współpracownika i przyjaciela Jessego Pinkmana (Aaron Paul) w serialu Breaking Bad (2008-2013). Na początku 2013 otrzymał rolę Greya w pilocie serialu NBC Czarna lista (The Blacklist) z udziałem Jamesa Spadera.

## Filmografia

### Filmy fabularne
- 2000: Gry martwe (Playing Dead) jako Barman
- 2005: Strażnik Teksasu - Próba ognia (Walker, Texas Ranger: Trial by Fire) jako Herman Van Horne
- 2006: Fat Girls jako Chłopak na wrotkach Rink Attendant
- 2007: Z podniesionym czołem 2: Odwet (Walking Tall: The Payback) jako Nate
- 2008: Cierń (Splinter) jako Blake Sherman Jr.
- 2009: Całun (Shroud) jako William 'Billy' Sidehammer
- 2010: Temple Grandin jako Billy
- 2012: To the Wonder jako Carpenter
- 2013: Ain't Them Bodies Saints jako Bear
- 2013: Flutter jako Lonny
- 2014: Dzika droga (Wild) jako T.J.
- 2019:  El Camino jako Skinny Pete

### Seriale TV
- 1999-2004: One Piece jako Kuromarimo Braham (głos)
- 2001: Baki the Grappler jako Kohei (głos)
- 2003: The Galaxy Railways jako Hijacker (głos)
- 2004: The Long Firm jako Konferansjer
- 2006: Skazany na śmierć (Prison Break) jako biwakowicz w samochodzie kempingowym
- 2006: D.Gray-man - dubbing
- 2007: El Cazador de la Bruja jako Jose (głos)
- 2008: Czas Komanczów (Comanche Moon) jako Monkey John
- 2008-2013: Breaking Bad jako Skinny Pete
- 2010: Bez powrotu (In Plain Sight) jako TJ
- 2010: Claymore jako Szef bandytów
- 2010: The Good Guys jako Wolf Cellmate
- 2010: Detroit 1-8-7 jako Marcus Mosier
- 2011: Pościg (Chase) jako więzień Wiry
- 2013: NTSF:SD:SUV:: jako Milo
- 2013: Czarna lista (The Blacklist) jako Grey
- 2014: Murder in the First jako Chris Walton